# Jennie Raymond
Jennie Raymond est une actrice canadienne de télévision et de cinéma.

## Filmographie
- 1997 Love and Death on Long Island : Molly
- 1997 Pit Pony (téléfilm) : Nellie MacLean
- 1999-2000 Pit Pony (en) (série télé) : Nellie MacLean Hall
- 2000 Earth: Final Conflict (série télé) : Kira Dorn
- 2001 Murder Among Friends (téléfilm) : Alicia
- 2002 The Associates (série télé) : Amy Kassan
- 2002 Second String (téléfilm) : Margie Pewty
- 2002 Chasing Cain: Face (téléfilm)
- 2003 Blue Murder (série télé) : Carolyn Pogue
- 2004 Lives of the Saints (téléfilm) : Kate Townsend
- 2004-2005 Show Me Yours (en) (série télé) : Jodi Bradley
- 2010 November Christmas (téléfilm) : Rita
- 2011 Charlie Zone : Ava
- 2010-2011 Haven (série télé) : Beatrice Mitchell
- 2011 Flush
- 2013 Stray : Jenny
- 2015 Flush
- 2013-2015 Forgive Me (série télé) : sœur John Dominic
- 2017 The Handmaid's Tale : La Servante écarlate (série télé) : Caroline
- 2017 Pearls : Miranda
- 2013-2017 Sex & Violence (en) (série télé) : Maria Roach